# Campeonato Mundial de Voleibol Femenino Sub-20 de 1993
El VII Campeonato Mundial de Voleibol Femenino Sub-20 se celebró en Brasil del 13 de agosto al 22 de agosto de 1993. Fue organizado por la Federación Internacional de Voleibol. El campeonato se jugó en la subsede de Brasilia, Campinas.

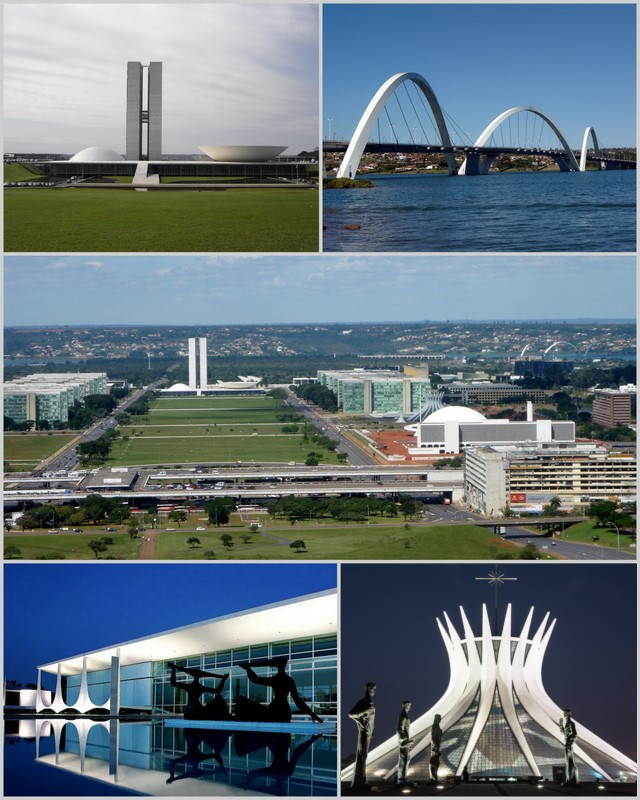
Brasilia Sede del VII Campeonato Mundial de Voleibol Femenino Sub-20

## Equipos participantes
| Grupo A      | Grupo B | Grupo C   | Grupo D  |
| ------------ | ------- | --------- | -------- |
| Argelia      | Bolivia | Argentina | China    |
| Brasil       | Cuba    | Italia    | Alemania |
| China Taipéi | Hungría | Japón     | México   |
| Ucrania      | Korea   | Letonia   | Perú     |

## Primera fase

### Grupo A

#### Clasificación
| Pos | Equipo       | PJ | PG | PP | SF | SC | PTS |
| --- | ------------ | -- | -- | -- | -- | -- | --- |
| 1   | Ucrania      | 3  | 3  | 0  | 9  | 0  | 9   |
| 2   | Brasil       | 3  | 2  | 1  | 6  | 3  | 6   |
| 3   | China Taipéi | 3  | 1  | 2  | 3  | 6  | 3   |
| 4   | Argelia      | 3  | 0  | 3  | 0  | 9  | 0   |

#### Resultados
| Fecha    | Encuentro              | Resultado | Set   | Set   | Set   | Set | Set | Puntuación total |
| Fecha    | Encuentro              | Resultado | 1     | 2     | 3     | 4   | 5   | Puntuación total |
| -------- | ---------------------- | --------- | ----- | ----- | ----- | --- | --- | ---------------- |
| 13-08-93 | China Taipéi - Ucrania | 0-3       | 07-15 | 09-15 | 13-15 |     |     | 29-45            |
| 13-08-93 | Brasil - Argelia       | 3-0       | 15-05 | 15-09 | 15-01 |     |     | 45-15            |
| 14-08-93 | Ucrania - Brasil       | 3-0       | 15-08 | 15-12 | 15-09 |     |     | 45-29            |
| 14-08-93 | Argelia - China Taipéi | 0-3       | 03-15 | 08-15 | 01-15 |     |     | 12-45            |
| 15-08-93 | Ucrania - Argelia      | 3-0       | 15-00 | 15-06 | 15-12 |     |     | 45-18            |
| 15-08-93 | Brasil - China Taipéi  | 3-0       | 15-12 | 15-07 | 15-09 |     |     | 45-28            |

### Grupo B

#### Clasificación
| Pos | Equipo  | PJ | PG | PP | SF | SC | PTS |
| --- | ------- | -- | -- | -- | -- | -- | --- |
| 1   | Cuba    | 3  | 3  | 0  | 9  | 0  | 9   |
| 2   | Korea   | 3  | 2  | 1  | 6  | 3  | 6   |
| 3   | Hungría | 3  | 1  | 2  | 3  | 6  | 3   |
| 4   | Bolivia | 3  | 0  | 3  | 0  | 9  | 0   |

#### Resultados
| Fecha    | Encuentro               | Resultado | Set   | Set   | Set   | Set | Set | Puntuación total |
| Fecha    | Encuentro               | Resultado | 1     | 2     | 3     | 4   | 5   | Puntuación total |
| -------- | ----------------------- | --------- | ----- | ----- | ----- | --- | --- | ---------------- |
| 13-08-93 | Hungría - Cuba          | 0-3       | 09-15 | 02-15 | 05-15 |     |     | 16-45            |
| 13-08-93 | Corea del Sur - Bolivia | 3-0       | 15-03 | 15-00 | 15-01 |     |     | 45-04            |
| 14-08-93 | Cuba - Bolivia          | 3-0       | 15-02 | 15-04 | 15-10 |     |     | 45-16            |
| 14-08-93 | Corea del Sur - Hungría | 3-0       | 15-03 | 15-03 | 15-03 |     |     | 45-08            |
| 15-08-93 | Hungría - Bolivia       | 3-0       | 15-08 | 15-02 | 15-03 |     |     | 45-13            |
| 15-08-93 | Cuba - Corea del Sur    | 3-0       | 15-07 | 15-10 | 15-00 |     |     | 45-17            |

### Grupo C

#### Clasificación
| Pos | Equipo    | PJ | PG | PP | SF | SC | PTS |
| --- | --------- | -- | -- | -- | -- | -- | --- |
| 1   | Italia    | 3  | 3  | 0  | 9  | 1  | 9   |
| 2   | Japón     | 3  | 2  | 1  | 7  | 3  | 6   |
| 3   | Argentina | 3  | 1  | 2  | 3  | 7  | 3   |
| 4   | Letonia   | 3  | 0  | 3  | 1  | 9  | 0   |

#### Resultados
| Fecha    | Encuentro           | Resultado | Set   | Set   | Set   | Set   | Set | Puntuación total |
| Fecha    | Encuentro           | Resultado | 1     | 2     | 3     | 4     | 5   | Puntuación total |
| -------- | ------------------- | --------- | ----- | ----- | ----- | ----- | --- | ---------------- |
| 13-08-93 | Letonia - Japón     | 0-3       | 10-15 | 07-15 | 07-15 |       |     | 24-45            |
| 13-08-93 | Italia - Argentina  | 3-0       | 15-02 | 15-09 | 15-07 |       |     | 45-18            |
| 14-08-93 | Japón - Argentina   | 3-0       | 15-12 | 15-05 | 15-06 |       |     | 45-23            |
| 14-08-93 | Letonia - Italia    | 0-3       | 03-15 | 03-15 | 01-15 |       |     | 07-45            |
| 15-08-93 | Argentina - Letonia | 3-1       | 15-09 | 05-15 | 17-15 | 15-05 |     | 52-44            |
| 15-08-93 | Italia - Japón      | 3-1       | 8-15  | 15-12 | 15-2  | 15-12 |     | 53-41            |

### Grupo D

#### Clasificación
| Pos | Equipo   | PJ | PG | PP | SF | SC | PTS |
| --- | -------- | -- | -- | -- | -- | -- | --- |
| 1   | Perú     | 3  | 3  | 0  | 9  | 4  | 7   |
| 2   | Alemania | 3  | 2  | 1  | 8  | 5  | 7   |
| 3   | China    | 3  | 1  | 2  | 6  | 6  | 4   |
| 4   | México   | 3  | 0  | 3  | 1  | 9  | 0   |

#### Resultados
| Fecha    | Encuentro         | Resultado | Set   | Set   | Set   | Set   | Set   | Puntuación total |
| Fecha    | Encuentro         | Resultado | 1     | 2     | 3     | 4     | 5     | Puntuación total |
| -------- | ----------------- | --------- | ----- | ----- | ----- | ----- | ----- | ---------------- |
| 13-08-93 | México - China    | 0-3       | 14-16 | 10-15 | 11-15 |       |       | 35-46            |
| 13-08-93 | Perú - Alemania   | 3-2       | 15-12 | 15-12 | 08-15 | 08-15 | 15-11 | 61-65            |
| 14-08-93 | Alemania - México | 3-1       | 15-10 | 15-05 | 11-15 | 15-09 |       | 56-39            |
| 14-08-93 | China - Perú      | 2-3       | 09-15 | 16-14 | 15-09 | 10-15 | 07-15 | 57-68            |
| 15-08-93 | Perú - México     | 3-0       | 15-03 | 15-00 | 15-06 |       |       | 45-09            |
| 15-08-93 | Alemania - China  | 3-1       | 15-11 | 13-15 | 15-05 | 15-02 |       | 58-33            |

#### Clasificación para la Segunda Fase
| – | Clasificado a la Segunda Ronda. |
| – | Puesto 13.                      |

## Segunda fase

### Grupo E

#### Clasificación
| Pos | Equipo       | PJ | PG | PP | SF | SC | PTS |
| --- | ------------ | -- | -- | -- | -- | -- | --- |
| 1   | Ucrania      | 5  | 5  | 0  | 15 | 2  | 15  |
| 2   | Perú         | 5  | 4  | 1  | 13 | 9  | 9   |
| 3   | Alemania     | 5  | 2  | 3  | 10 | 10 | 7   |
| 4   | Brasil       | 5  | 2  | 3  | 8  | 9  | 7   |
| 5   | China        | 5  | 1  | 4  | 6  | 14 | 3   |
| 6   | China Taipéi | 5  | 1  | 4  | 5  | 13 | 4   |

#### Resultados
| Fecha    | Encuentro               | Resultado | Set   | Set   | Set   | Set   | Set   | Puntuación total |
| Fecha    | Encuentro               | Resultado | 1     | 2     | 3     | 4     | 5     | Puntuación total |
| -------- | ----------------------- | --------- | ----- | ----- | ----- | ----- | ----- | ---------------- |
| 17-08-93 | China Taipéi - Perú     | 0-3       | 13-15 | 09-15 | 11-15 |       |       | 33-45            |
| 17-08-93 | Ucrania - China         | 3-0       | 15-03 | 15-09 | 15-04 |       |       | 45-16            |
| 17-08-93 | Alemania - Brasil       | 3-0       | 15-06 | 16-14 | 15-12 |       |       | 46-32            |
| 18-08-93 | China Taipéi - China    | 2-3       | 15-10 | 13-15 | 15-04 | 06-15 | 13-15 | 62-59            |
| 18-08-93 | Ucrania - Alemania      | 3-1       | 15-02 | 15-11 | 13-15 | 15-04 |       | 58-32            |
| 18-08-93 | Perú - Brasil           | 3-2       | 13-15 | 14-16 | 15-08 | 15-08 | 15-06 | 72-53            |
| 19-08-93 | Alemania - China Taipéi | 1-3       | 14-16 | 15-08 | 09-15 | 09-15 |       | 47-54            |
| 19-08-93 | Ucrania - Perú          | 3-1       | 15-02 | 12-15 | 15-03 | 15-01 |       | 57-21            |
| 19-08-93 | Brasil - China          | 3-0       | 16-14 | 15-03 | 15-13 |       |       | 46-30            |

### Grupo F

#### Clasificación
| Pos | Equipo    | PJ | PG | PP | SF | SC | PTS |
| --- | --------- | -- | -- | -- | -- | -- | --- |
| 1   | Cuba      | 5  | 5  | 0  | 15 | 1  | 15  |
| 2   | Korea     | 5  | 4  | 1  | 12 | 5  | 11  |
| 3   | Italia    | 5  | 2  | 3  | 12 | 7  | 10  |
| 4   | Japón     | 5  | 2  | 3  | 7  | 11 | 5   |
| 5   | Hungría   | 5  | 1  | 4  | 5  | 13 | 4   |
| 6   | Argentina | 5  | 1  | 4  | 1  | 15 | 0   |

#### Resultados
| Fecha    | Encuentro                 | Resultado | Set   | Set   | Set   | Set   | Set   | Puntuación total |
| Fecha    | Encuentro                 | Resultado | 1     | 2     | 3     | 4     | 5     | Puntuación total |
| -------- | ------------------------- | --------- | ----- | ----- | ----- | ----- | ----- | ---------------- |
| 17-08-93 | Argentina - Cuba          | 0-3       | 07-15 | 00-15 | 06-15 |       |       | 13-45            |
| 17-08-93 | Italia - Hungría          | 3-0       | 15-04 | 15-04 | 15-04 |       |       | 45-12            |
| 17-08-93 | Corea del Sur - Japón     | 3-0       | 15-13 | 15-13 | 15-10 |       |       | 45-36            |
| 18-08-93 | Argentina - Hungría       | 1-3       | 15-13 | 14-16 | 02-15 | 11-15 |       | 42-59            |
| 18-08-93 | Corea del Sur - Italia    | 3-2       | 09-15 | 10-15 | 15-10 | 17-16 | 15-10 | 66-66            |
| 18-08-93 | Cuba - Japón              | 3-0       | 15-06 | 15-09 | 15-12 |       |       | 45-27            |
| 19-08-93 | Argentina - Corea del Sur | 0-3       | 07-15 | 07-15 | 09-15 |       |       | 23-45            |
| 19-08-93 | Japón - Hungría           | 3-2       | 13-15 | 06-15 | 15-05 | 15-06 | 15-06 | 57-21            |
| 19-08-93 | Cuba - Italia             | 3-1       | 07-15 | 15-07 | 16-14 | 15-10 |       | 53-46            |

## Fase final

### Final 1° y 3º puesto
|  | Semifinales   | Semifinales |   |               | 1º puesto | 1º puesto |  |
|  |               |             |   |               |           |           |  |
|  |               |             |   |               |           |           |  |
|  |               |             |   |               |           |           |  |
|  | Cuba          | 3           |   |               |           |           |  |
|  | Perú          | 1           |   |               |           |           |  |
|  |               |             |   |               |           |           |  |
|  |               |             |   |               |           |           |  |
|  |               |             |   |               | Cuba      | 3         |  |
|  |               | Ucrania     | 1 |               |           |           |  |
|  |               |             |   |               |           |           |  |
|  |               |             |   |               |           |           |  |
|  |               |             |   |               | 3º puesto |           |  |
|  |               |             |   |               |           |           |  |
|  | Ucrania       | 3           |   | Corea del Sur | 3         |           |  |
|  | Corea del Sur | 2           |   |               | Perú      | 0         |  |

### Semifinales
| Fecha    | Encuentro               | Resultado | Set   | Set   | Set   | Set   | Set   | Puntuación total |
| Fecha    | Encuentro               | Resultado | 1     | 2     | 3     | 4     | 5     | Puntuación total |
| -------- | ----------------------- | --------- | ----- | ----- | ----- | ----- | ----- | ---------------- |
| 21-08-93 | Cuba - Perú             | 3-1       | 14-16 | 15-03 | 15-11 | 15-08 |       | 59-39            |
| 21-08-93 | Ucrania - Corea del Sur | 3-2       | 10-15 | 15-07 | 04-15 | 15-09 | 15-13 | 59-59            |

### 3° Puesto
| Fecha    | Encuentro            | Resultado | Set   | Set   | Set   | Set | Set | Puntuación total |
| Fecha    | Encuentro            | Resultado | 1     | 2     | 3     | 4   | 5   | Puntuación total |
| -------- | -------------------- | --------- | ----- | ----- | ----- | --- | --- | ---------------- |
| 22-08-93 | Corea del Sur - Perú | 3-0       | 15-12 | 15-02 | 15-04 |     |     | 45-18            |

### 1° Puesto
| Fecha    | Encuentro      | Resultado | Set   | Set   | Set   | Set | Set | Puntuación total |
| Fecha    | Encuentro      | Resultado | 1     | 2     | 3     | 4   | 5   | Puntuación total |
| -------- | -------------- | --------- | ----- | ----- | ----- | --- | --- | ---------------- |
| 22-08-93 | Cuba - Ucrania | 3-0       | 15-10 | 15-08 | 15-10 |     |     | 45-28            |

## Podio
| Cuba      |
| 2º Título |
| Cuba      |

## Clasificación general
| Pos | Equipo                         |
| --- | ------------------------------ |
| 1   | Cuba                           |
| 2   | Ucrania                        |
| 3   | Korea                          |
| 4   | Perú                           |
| 5   | Alemania Italia                |
| 7   | Brasil Japón                   |
| 9   | China Hungría                  |
| 11  | Argentina China Taipéi         |
| 13  | Argelia Bolivia Letonia México |

## Distinciones individuales
| - Most Valuable Player - Taismary Agüero (CUB) - Mejor Atacante - Olga Kolomietz (UKR) - Mejor Bloqueadora - Regla Torres (CUB) - Mejor Sacadora - Taismary Agüero (CUB) | - Mejor Armadora - Taismary Agüero (CUB) - Mejor Defensa - Lee Mi-Jung (KOR) - Mejor Recepción - Victoria Ilarionova (UKR) |

| Predecesor: Checoslovaquia 1991 | Campeonato Mundial de Voleibol Femenino Sub-20 Brasil 1993 | Sucesor: Tailandia 1995 |

- Datos: Q16541077